# Slaget vid saltsjöarna
Slaget vid Bittersjöarna var del av farao Sheshonk I's militära kampanj i Kanaan där han erövrade många städer och byar. Platsen för slaget var vid Bittersjöarna vilka är en grupp saltsjöar vid den nordöstra gränsen till nedre Egypten på Sinaihalvön. Området verkar på den tiden varit del av en serie gränsfästningar som skyddade Egypten mot anfall från Asien. 

## Slaget
Slaget skedde som försvar mot nomadstammar som börjat plundra de egyptiska gränstrakterna och Sheshonk kom sedan sannolikt att använda dessa räder som Casus belli för att fortsätta med sin armé in i Kanaan. Paul Ash föreslår att det hela var ett svepskäl för invasionen av Kanaan och att de nomadstammar som anfallit Egypten var de invånare som redan levde vid Bittersjöarna. Med vid slaget var Sheshonks  kungliga skirbent Hori och en armé av stridsvagnar. Hur själva slaget gick till är okänt men egypterna segrade genom ett överraskningsanfall mot nomadstammarna. 

## Skrifter
På Sheshonks stele i Karnak står:
""Nu fick min majestät reda på att de dödat ... arméledare och hans majestät blev då arg på dem. Han drog fram med sina stridsvagnar utan att fienden visste om det. Han utförde en stor slakt bland dem vid de bittra sjöarnas stränder" Så berättar Hori, kunglig skribent som följde kungen på hans resa genom främmande länder"

## Bibeln
Sheshonk I antas vara den bibliske faraon Shishak som enligt kungaböckerna invaderade Juda rike under kung Jerovam. Första kungaboken kap 14 och andra krönikeboken kap 12 berättar om den judiska befolkningens syn på invasionen. 